# Ladislav Šmíd
Ladislav Šmíd, född 1 februari 1986 i Frýdlant v Čechách, Tjeckoslovakien, (nu Tjeckien), är en tjeckisk professionell ishockeyspelare som spelar för Calgary Flames i NHL. Han har tidigare spelat för Edmonton Oilers.
Šmíd valdes av Anaheim Ducks som 9:e spelare totalt i 2004 års NHL-draft.
Šmíd har även spelat ett flertal matcher för det tjeckiska hockeylandslaget.

## Klubbar
- HC Bílí Tygři Liberec, –2005, 2012 (Lockout)
- Portland Pirates, 2005–2006
- Edmonton Oilers, 2006–2013
- Springfield Falcons, 2007–2008
- Calgary Flames, 2013–